# خانه فرهنگ افغانستان
خانهٔ فرهنگ افغانستان (به آلمانی: Afghanisches Kommunikations- und Kulturzentrum e.V) یک سازمان غیرانتفاعی و مردم‌نهاد است که در سال ۱۹۸۸ در شهر برلین، آلمان تأسیس شد.
این سازمان با برگزاری مراسم و اجتماعات مختلف در شهر برلین به عنوان یک سازمان اکتیویست در زمینه‌های حقوق بشر، حقوق پناهندگی و حقوق مدنی فعال است و به افغان‌های مقیم آلمان خدمات آموزشی و پشتیبانی رایگان به منظور یکپارچه‌سازی اجتماعی ارائه می‌کند.
در پی سالگرد سی‌سالگی این سازمان در مارس ۲۰۱۸، دفتر دیگری در شهر هامبورگ در نوامبر ۲۰۱۹ افتتاح شد که شکیب مصدق خواننده و فعال اجتماعی در هیئت مدیره آن قرار دارد.